# Mitsuo Yanagimachi
Mitsuo Yanagimachi (柳町 光男, Yanagimachi Mitsuo), né le 5 novembre 1945, est un réalisateur et scénariste japonais.

## Biographie
Mitsuo Yanagimachi est né à Ushiborimachi (ja) — village aujourd'hui rattaché à la ville d'Itako — dans la Préfecture d'Ibaraki. Après des études de droit à l'université Waseda, Mitsuo Yanagimachi collabore à divers films éducatifs et documentaires. En 1974, il fonde la société de production indépendante Gunro (群狼プロダクション) avec laquelle il réalise le documentaire God Speed You! Black Emperor (ゴッド・スピード・ユー! BLACK EMPEROR) sur un gang de bikers, appelés au Japon bōsōzoku. Le film achevé en 1976 est un succès critique.
Dans son film suivant, Le Plan de ses dix-neuf ans (十九歳の地図, Jūkyūsai no chizu, 1979), adapté d'un roman de Kenji Nakagami, Mitsuo Yanagimachi donne le rôle principal à un ancien leader de bande déjà rencontré dans God Speed You! Black Emperor, celui d'un jeune homme qui pour se payer des études distribue des journaux et qui n'hésite pas à exercer une vengeance envers les clients qui lui déplaisent. Le film est révélé internationalement à la Semaine de la critique à Cannes en 1980.
À l'occasion de la sortie de Les Feux d'Himatsuri (火まつり, Himatsuri, 1986), aussi présenté dans la sélection Un certain regard du festival de Cannes, le Festival international du film de Rotterdam a propose une rétrospective du travail de Mitsuo Yanagimachi.
En 1995 Mitsuo Yanagimachi tourne un documentaire à Taïwan, Par monts et par vaux (旅するパオジャンフー, Tabisuru pao-jiang-hu) sur des vendeurs itinérants de médecine traditionnelle.
Après une interruption de dix ans, il revient au cinéma de fiction avec Who's Camus Anyway? (カミュなんて知らない, Kamyu nante shiranai, 2005) qui décrit la vie d’un groupe d’étudiants durant les cinq jours qui précèdent le début du tournage de leur premier film.

## Filmographie
Mitsuo Yanagimachi est aussi scénariste de ses films, à l'exception de Les Feux d'Himatsuri dont le scénario est de Kenji Nakagami.
- 1976 : God Speed You! Black Emperor (ゴッド・スピード・ユー! BLACK EMPEROR?)
- 1979 : Le Plan de ses dix-neuf ans (十九歳の地図, Jūkyūsai no chizu?)
- 1982 : Saraba, adieu ma terre natale (さらば愛しき大地, Saraba itoshiki daichi?)[6]
- 1985 : Les Feux d'Himatsuri (火まつり, Himatsuri?)[7]
- 1990 : Shadow of China (チャイナシャドー, Chaina shadō?)
- 1992 : A propos de l’amour, Tokyo (愛について、東京, Ai ni tsuite, Tōkyō?)[8]
- 1995 : Par monts et par vaux (旅するパオジャンフー, Tabisuru pao-jiang-hu?) (documentaire)
- 2005 : Who's Camus Anyway? (カミュなんて知らない, Kamyu nante shiranai?)[3]

## Distinctions
Sauf indication contraire, les informations mentionnées dans cette section peuvent être confirmées par la base de données cinématographiques IMDb,  présente dans la section « Liens externes ».

### Récompenses
- 1980 : Prix du meilleur nouveau réalisateur pour Le Plan de ses dix-neuf ans au festival du film de Yokohama
- 1985 : Prix Ernest Artaria pour Les Feux d'Himatsuri au festival international du film de Locarno
- 1992 :
  - Prix Hsu Feng pour le meilleur film asiatique et Prix « Nantes aime le cinéma » pour A propos de l’amour, Tokyo au festival des trois continents[9]
  - Prix spécial du jury pour A propos de l’amour, Tokyo au festival international du film de Tokyo

### Sélections
- 1982 : Saraba, adieu la terre natale est sélectionné pour l'Ours d'or à la Berlinale 1982[10]
- 1983 : prix du meilleur réalisateur pour Saraba, adieu la terre natale à la Japan Academy Prize
- 1985 : Les Feux d'Himatsuri fait partie de la sélection Un certain regard du festival de Cannes 1985[5]
- 1992 :
  - A propos de l’amour, Tokyo est sélectionné au festival international du film de Mannheim-Heidelberg[11]
  - A propos de l’amour, Tokyo est sélectionné en compétition pour la Montgolfière d'or au festival des trois continents[8]
- 2005 : Who's Camus Anyway? fait partie de la section « Japanese Eyes » au festival international du film de Tokyo